# The Movie Database
The Movie Database (TMDB, en español: La Base de Datos de Películas) es una plataforma en línea que sirve como una base de datos cinematográfica. Los usuarios pueden acceder a datos como sinopsis, reparto, puntuaciones de usuarios, fechas de lanzamiento y más.
Además, TMDB es una fuente popular para desarrolladores de aplicaciones y sitios web relacionados con cine, ya que ofrece una API abierta que permite la integración de su extenso catálogo de información en diversas plataformas y proyectos.

## Historia
Fue fundada por Travis Bell en 2008 como respuesta a la falta de una base de datos cinematográfica completa y fácilmente accesible en ese momento.
TMDB se lanzó oficialmente el 18 de octubre de 2008. Desde su inicio, la plataforma se ha centrado en proporcionar información incluyendo sinopsis, reparto, fechas de estreno y puntuaciones de usuarios.
Algún tiempo después de su lanzamiento, la plataforma amplió su alcance y utilidad al ofrecer una API abierta, permitiendo que su data sea utilizada y compartida en diversos proyectos y aplicaciones relacionadas con el cine.